# Desai-Bhogapur, Lingsugur
Desai-Bhogapur là một làng thuộc tehsil Lingsugur, huyện Raichur, bang Karnataka, Ấn Độ.